# Le Glorieux (Q168)
| «Ле Глор'є»                                                                                       | «Ле Глор'є» | «Ле Глор'є» |
| ------------------------------------------------------------------------------------------------- | --- | --- |
| Le Glorieux (Q168)                                                                                | | |
|                                                                                                   | | |
| «Ле Глор'є» приймає бере на борт їжу та пальне з допоміжного крейсера «Керсі» 20 червня 1942 року | | |
| Верф                                                                                              | Arsenal de Cherbourg, Шербур | Arsenal de Cherbourg, Шербур |
| Під прапором                                                                                      | Франція | Франція |
| Належність                                                                                        | Військово-морські сили Франції | Військово-морські сили Франції |
| Порт приписки                                                                                     | Шербур, Тулон | Шербур, Тулон |
| На честь                                                                                          | у перекладі «Слава» | у перекладі «Слава» |
| Закладений                                                                                        | 10 лютого 1930 | 10 лютого 1930 |
| Спуск на воду                                                                                     | 29 листопада 1932 | 29 листопада 1932 |
| Введений до складу флоту                                                                          | 1 червня 1934 | 1 червня 1934 |
| На службі                                                                                         | 1934–1952 | 1934–1952 |
| Сучасний статус                                                                                   | 27 жовтня 1952 року списаний на брухт | 27 жовтня 1952 року списаний на брухт |
| Бойовий досвід                                                                                    | Друга світова війна Битва за Атлантику Битва на Середземному морі | Друга світова війна Битва за Атлантику Битва на Середземному морі |
| Нагороди                                                                                          | Медаль Опору defaultМедаль Опору | Медаль Опору defaultМедаль Опору |
| Проєкт                                                                                            | | |
| Тип ПЧ                                                                                            | великий крейсерський дизель-електричний підводний човен | великий крейсерський дизель-електричний підводний човен |
| Основні характеристики                                                                            | | |
| Швидкість (надводна)                                                                              | 17,5 вузлів (32,4 км/год) | 17,5 вузлів (32,4 км/год) |
| Швидкість (підводна)                                                                              | 10 вузлів (18,6 км/год) | 10 вузлів (18,6 км/год) |
| Робоча глибина занурення                                                                          | 75 м | 75 м |
| Гранична глибина занурення                                                                        | 80 м | 80 м |
| Дальність плавання                                                                                | 14 000 миль (26 000 км) на швидкості 7 вузлів (надводна) 10 000 миль (18 600 км) на швидкості 10 вузлів (надводна) 4 000 миль (7 000 км) на швидкості 17 вузлів (надводна) 90 миль (170 км) на швидкості 7 вузлів (підводна) | 14 000 миль (26 000 км) на швидкості 7 вузлів (надводна) 10 000 миль (18 600 км) на швидкості 10 вузлів (надводна) 4 000 миль (7 000 км) на швидкості 17 вузлів (надводна) 90 миль (170 км) на швидкості 7 вузлів (підводна) |
| Автономність плавання                                                                             | 30 діб | 30 діб |
| Екіпаж                                                                                            | 71 офіцер та матрос | 71 офіцер та матрос |
| Розміри                                                                                           | | |
| Довжина найбільша (по КВЛ)                                                                        | 92,30 м | 92,30 м |
| Ширина корпусу найб.                                                                              | 8,1 м | 8,1 м |
| Середня осадка (по КВЛ)                                                                           | 4,4-4,7 м | 4,4-4,7 м |
| Водотоннажність надводна                                                                          | 1572 т | 1572 т |
| Водотоннажність підводна                                                                          | 2092 т | 2092 т |
| Силова установка                                                                                  | | |
| Дизель-електрична: 2 × дизельні двигуни Schneider 2 × електродвигуни Alsthom                      | | |
| Гвинти                                                                                            | 2 | 2 |
| Потужність                                                                                        | 2 × 3000 к.с. (дизелі) 2 × 1200 к. с. (електродвигуни) | 2 × 3000 к.с. (дизелі) 2 × 1200 к. с. (електродвигуни) |
| Озброєння                                                                                         | | |
| Артилерія                                                                                         | 1 × 100-мм гармата SM1925 CA | 1 × 100-мм гармата SM1925 CA |
| Торпедно- мінне озброєння                                                                         | 9 × 550-мм торпедних апаратів 2 × 400-мм торпедних апарати 13 торпед | 9 × 550-мм торпедних апаратів 2 × 400-мм торпедних апарати 13 торпед |
| ППО                                                                                               | 1 × 13,2-мм великокаліберний кулемет M1929 | 1 × 13,2-мм великокаліберний кулемет M1929 |

«Ле Глор'є» (Q168) (фр. Le Glorieux (Q168) — військовий корабель, великий океанський підводний човен типу «Редутабль» військово-морських сил Франції часів Другої світової війни.
Підводний човен «Ле Глор'є» був закладений 10 лютого 1930 року на верфі компанії Arsenal de Cherbourg в Шербурі. 29 листопада 1932 року він був спущений на воду, а 1 червня 1934 року увійшов до складу ВМС Франції.

## Історія служби
Підводний човен проходив службу в лавах французького флоту. На початок Другої світової війни «Ле Глор'є» перебував на службі в Середземноморському флоті у складі 1-го дивізіону 3-ї ескадри 1-ї флотилії підводних човнів у Тулоні (разом із «Ле Конкеран», «Ле Тоннант» та «Ле Еро»).
З 12 жовтня по 3 листопада 1939 року «Ле Глор'є» патрулював разом з однотипним «Редутабль» вздовж узбережжя Мадейри, де частина німецького торговельного флоту — яку союзники підозрювали в тому, що вони служили кораблями постачання для німецьких підводних човнів — знайшли притулок через війну.
Після поразки Франції у Західній кампанії літом 1940 року корабель продовжив службу у складі військово-морських сил уряду Віші.
10 листопада 1942 року німецькі війська розпочали операцію із захоплення решти території Франції, й Гітлер віддав наказ негайно захопити французький флот силою.
27 листопада в ході затоплення французького флоту в Тулоні, французами були знищені 77 кораблів, у тому числі 3 лінійні кораблі, 1 гідроавіаносець «Командан Тест», 7 крейсерів, 15 есмінців, 13 міноносців, 6 шлюпів, 15 підводних човнів, 9 сторожових катерів, 19 допоміжних суден, 1 навчальний корабель, 28 буксирів і 4 кранів. П'яти підводним човнам вдалося вирватися в хаосі ситуації з бази, три досягли Північної Африки (два підводні човни дійшли до Алжиру: «Касаб'янка» і «Марсойн», один човен «Глорейкс» — Орану), човен «Іріс» дістався іспанської Барселони, і останній — «Венус» — змушений був затопитися в гирлі гавані.
Разом з «Арго», «Касаб'янка», «Ле Сентавр» і «Аршімед» «Ле Глор'є» був одним з п'яти з 31 підводного човна класу «Редутабль», які пережили війну.